# Hydropsyche lepnevae
Hydropsyche lepnevae là một loài Trichoptera trong họ Hydropsychidae. Chúng phân bố ở miền Cổ bắc.